# Crocodylus
Crocodylus és un gènere de la subfamília Crocodylinae.

## Taxonomia
- Cocodril americà, Crocodylus acutus[1]
- Crocodylus bugtiensis †
- Cocodril de Guinea, Crocodylus cataphractus[1]
- Cocodril de l'Orinoco, Crocodylus intermedius[1]
- Cocodril australià, Crocodylus johnsoni[1]
- Cocodril filipí, Crocodylus mindorensis
- Cocodril de Morelet, Crocodylus moreletii[1]
- Cocodril del Nil, Crocodylus niloticus[1]
- Cocodril de Nova Guinea, Crocodylus novaeguineae[1]
- Cocodril persa, Crocodylus palustris[1]
- Cocodril marí, Crocodylus porosus[1]
- Cocodril de Cuba, Crocodylus rhombifer[1]
- Cocodril siamès, Crocodylus siamensis[1]